# Louis Phillips

a Compétitions nationales et continentales officielles uniquement.

b Matchs officiels uniquement.
Dernière mise à jour le 9/02/2017.
Louis Augustus Phillips, né le 24 février 1878 à Newport et mort le 4 mars 1916 à Cambrai, est un ancien joueur de rugby gallois, évoluant au poste de demi de mêlée pour le Pays de Galles.

## Biographie
Il a disputé son premier test match le 6 janvier 1900, contre l'équipe d'Angleterre, et son dernier test match fut contre l'équipe d'Écosse le 9 février 1901. Il joue 4 matchs. Il appartient à l'équipe victorieuse de la triple couronne 1900. Il joue en club avec le Newport RFC.
Il prend part à la Première Guerre mondiale, où il est incorporé au 20e bataillon des Royal Fusiliers. Il meurt dans la nuit du 14 mars 1916 lors d'une sortie pour réparer les tranchées dans la région de Cambrin.

## Palmarès
- Victoire dans le Tournoi britannique de rugby à XV 1900
- triple couronne en 1900

## Statistiques en équipe nationale
- 4 sélections pour le Pays de Galles
- 2 essais
- Sélections par année : 3 en 1900, 1 en 1901
- Participation à 2 tournois britanniques en 1900, 1901